# Apfelallee 7 (München)

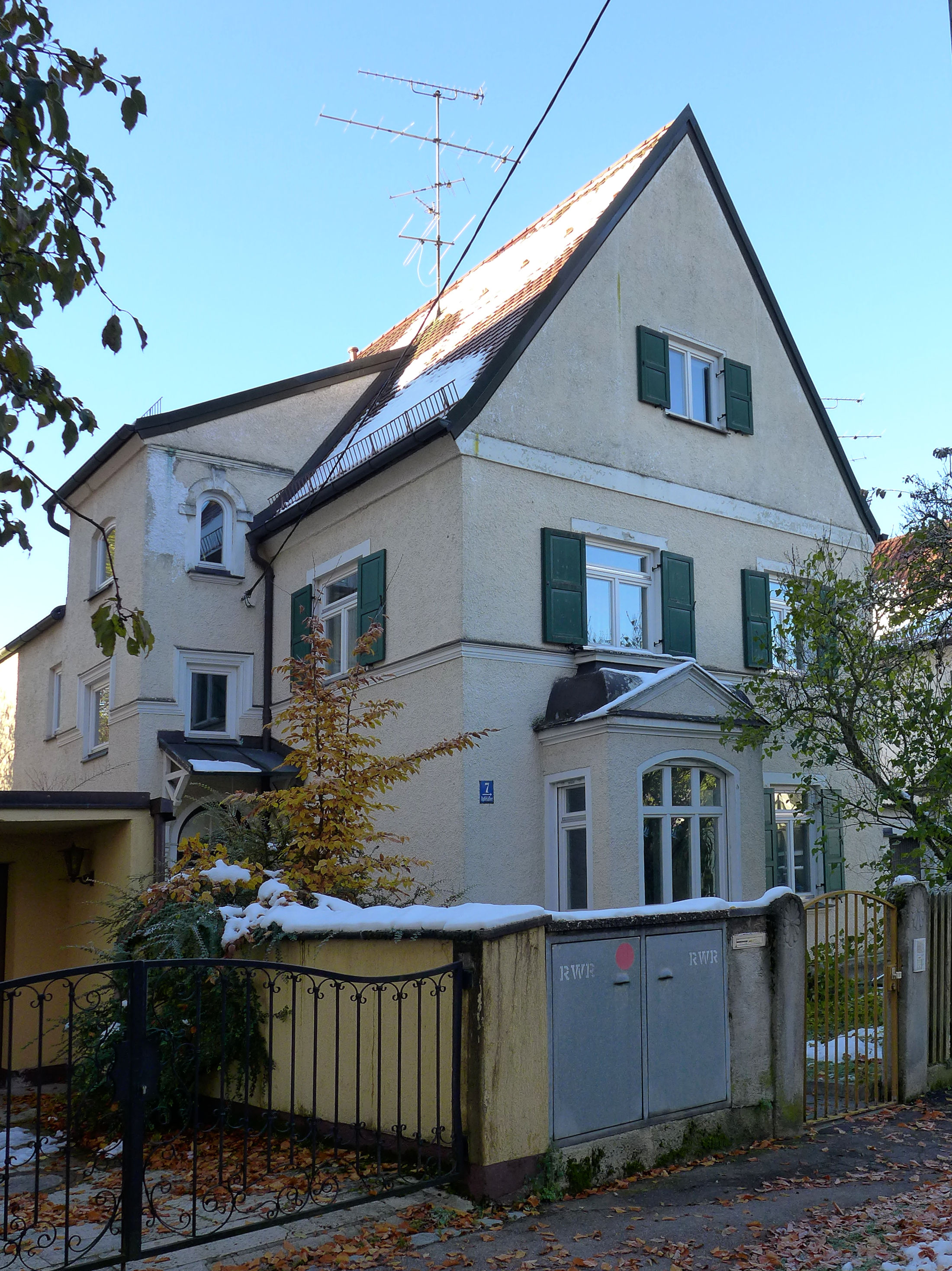
Villa Apfelallee 7 im Stadtteil Obermenzing von München

Das Gebäude Apfelallee 7 im Stadtteil Obermenzing der bayerischen Landeshauptstadt München wurde um 1900 errichtet. Die Villa in der Apfelallee der Villenkolonie Pasing II ist ein geschütztes Baudenkmal.
Der zweigeschossige Bau besaß ursprünglich einen geschwungenen Giebel. Nach Beschädigungen im Zweiten Weltkrieg wurde das Satteldach mit glattem Dreiecksgiebel aufgesetzt. Der Erker im Erdgeschoss wird von einem Dreiecksgiebel geschmückt. Der Eingang und das Treppenhaus befinden sich in einem seitlichen Vorbau.